# Політика Бельгії
Політика Бельгії відбувається в рамках федеративної представницької демократичної конституційної монархії. Король Бельгії є главою держави, а прем'єр-міністр Бельгії є главою уряду в багатопартійній системі. Виконавчу владу здійснює уряд. Федеральна законодавча влада належить як уряду, так і двом палатам парламенту, Сенату та Палаті представників. Федерація складається з (мовних) громад і (територіальних) регіонів. Філіп є сьомим і нинішнім королем Бельгії, який зійшов на престол 21 липня 2013 року.
Приблизно з 1970 року значні національні політичні партії Бельгії розділилися на окремі представництва інтересів кожної спільноти, окрім захисту своїх ідеологій. Ці партії належать до трьох основних політичних сімей, хоча всі близькі до центру: праві ліберали, соціал-консервативні християнські демократи та соціалісти, що утворюють ліве крило. Іншими важливими новішими партіями є партії Зелених і, в даний час переважно у Фландрії, націоналістичні та ультраправі партії. На політику впливають лобістські групи, такі як профспілки та організації роботодавців, такі як Федерація бельгійських підприємств . Правило більшості часто замінюється де-факто конфедеральним процесом прийняття рішень, коли меншина (французомовні) користується важливим захистом через спеціальні більшості (2/3 загалом і більшість у кожній із 2 основних громад).

## Конституція
Конституція Бельгії, першоджерело права і основа політичної системи країни, була прийнята 7 лютого 1831 року. Він неодноразово змінювався, але найбільш актуальні реформи були проведені в 1970 і 1993 роках.

## Уряд
| Посада          | Ім'я               | Партія   | З             |
| --------------- | ------------------ | -------- | ------------- |
| Король          | Філіп I            | Н/Д      | 21 липня 2013 |
| Прем'єр-міністр | Александер де Кроо | Open VLD | 1 жовтня 2020 |

#### Глава держави
Король Бельгії є конституційним главою бельгійської держави і займає цю посаду довічно. Обов'язки короля визначені Конституцією Бельгії та іншими законами, що діють згідно з нею.
Як титульний глава держави, король відіграє церемоніальну та символічну роль у нації. Його основною політичною функцією є призначення політичного лідера для формування нового кабінету після виборів або відставки кабінету. В умовах «конструктивного вотуму недовіри» уряд має піти у відставку, а нижня палата парламенту пропонує королю нового прем’єр-міністра. Король також вважається символічною об’єднуючою роллю, представляючи спільну національну бельгійську ідентичність.

#### Федеральний уряд
Виконавча влада належить прем’єр-міністру та міністрам, які разом утворюють Раду міністрів, а також державним секретарям, кожен з яких є заступником міністра та є частиною федерального уряду, але не входить до складу федерального уряду Ради Міністрів.
Члени федерального уряду, які офіційно призначаються королем, фактично складаються з політичних партій, які утворюють урядову коаліцію.
Станом на жовтень 2019 року керівниками області є:
- Міністр-президент фламандського уряду (Спільнота+Регіон) : Ян Ямбон (N-VA)
- Міністр-президент Уряду Французької спільноти : П'єр-Ів Жоле (MR)
- Міністр-президент Валлонії: Еліо Ді Рупо (PS)
- Міністр-президент регіонального уряду Брюсселя : Руді Верворт (PS)
- Міністр-президент уряду німецького співтовариства : Олівер Пааш (ProDG)

### Законодавча
Законодавчі повноваження в Бельгії розподілені між національним, регіональним і місцевим рівнями.
Федеральний парламент Бельгії складається з Сенату (нідерландська: Senaat, французька: Sénat) і Палати представників (нідерландська: Kamer van Volksvertegenwoordigers, французька: Chambre des Représentants). Палата налічує 150 членів; Сенат має 60. Усі 150 представників обираються безпосередньо за пропорційною системою. Сенат складається з 50 сенаторів, обраних парламентами громад і регіонів, і 10 сенаторів, кооптованих іншими.

### Судова влада
Судова система заснована на цивільному праві і бере свій початок з кодексу Наполеона. Здійснює судовий розгляд законодавчих актів. Він визнає обов’язкову юрисдикцію Міжнародного суду із застереженнями. Апеляційний суд є на один рівень нижче касаційного суду, інституції, заснованої на касаційному суді Франції. Касаційний суд (нідерландська: Hof van Cassatie, французька: Cour de Cassation) — найважливіший суд Бельгії. Судді призначаються довічно монархом Бельгії.

## Вибори і партії

### Виборча система
Вибори до Палати представників Бельгії базуються на системі пропорційного представництва з відкритими списками. За кілька місяців до виборів кожна партія формує список кандидатів для кожного округу. Партії мають право виставляти у свої списки стільки кандидатів, скільки є вільних місць. Формування списку є внутрішнім процесом, який залежить від кожної сторони. Вважається, що місце в списку відіграє важливу роль у виборах кандидата, надаючи більшу видимість тим, хто займає перше місце в списку; однак, здається, це явище втратило значення після останньої виборчої реформи.
Бельгійським виборцям пропонують п'ять варіантів. Вони можуть:
- Голосувати за список в цілому, виявляючи тим самим схвалення встановленого партією порядку;
- Голосувати за одного або кількох окремих кандидатів, незалежно від його/її позиції в списку («преференційний голос»);
- Голосуйте за одного або кількох «заступників» (замінників);
- Голосувати за одного або кількох кандидатів та одного чи кількох заступників;
- Голосуйте недійсним або пустим, щоб ніхто не отримав голос.

### Політичні партії
У Бельгії, окрім кількох незначних німецькомовних партій, більшість політичних партій є нідерландськомовними (фламандськими) або франкомовними; єдиною великою двомовною партією, яка діє по всій Бельгії, є Робітнича партія Бельгії (PVDA/PTB), крайня ліва партія, яка вперше отримала місця в палаті в 2014 році, а станом на 2019 рік має 3 місця в голландськомовній Фландрії і 9 місць у Брюсселі та Валлонії.

#### Основні політичні партії
Основні фламандські вечірки:
- Християнсько-демократична та фламандська (CD&V)
- Гроен
- Новий фламандський альянс (N-VA)
- Відкриті фламандські ліберали та демократи (Open Vld)
- Нападник (Vooruit)
- Vlaams Belang

Основні франкомовні вечірки:
- Еколо
- Демократична, федералістська, незалежна (DéFI)
- Гуманістичний демократичний центр (cdH)
- Соціалістична партія (ПС)
- Реформаторський рух (MR)

Німецькомовні партії:
- Християнсько-соціальна партія (ХСП)
- Партія свободи і прогресу (PFF)
- ProDG
- Vivant

## Профспілки
Бельгія є країною з високим ступенем профспілок, і організована праця має потужний вплив на політику. Близько 53% усіх працівників приватного сектору та державних службовців є членами профспілок. Не просто рух «хліба з маслом» в американському розумінні, бельгійські профспілки займають позиції щодо освіти, державних фінансів, витрат на оборону, захисту навколишнього середовища, прав жінок, абортів та інших питань. Вони також надають низку послуг, включаючи адміністрування допомоги по безробіттю.

## Лінгвістичний поділ
Бельгія є країною, в якій мова є головним політичним питанням. У 19 і на початку 20 століття фламандці не користувалися такими ж правами, як франкомовні, як де-факто, так і де-юре. Коли країна була заснована в 1830 році за системою перепису населення, лише близько 1% дорослого населення могло голосувати: дворянство, висока буржуазія та вище духовенство, усі вони були франкомовними. Фламандський рух мирно боровся за рівні права, отримавши більшість із них. Невеликі проблеми також існують між німецькомовними та франкомовними.
- Одностатеві шлюби в Бельгії

## Подальше читання
- Billiet, Jaak; Bart Maddens; André-Paul Frognier (November 2006). Does Belgium (still) exist? Differences in political culture between Flemings and Walloons. West European Politics. 29 (5): 912—932. doi:10.1080/01402380600968802.
- Deschouwer, Kris (November 2006). And the peace goes on? Consociational democracy and Belgian politics in the twenty-first century. West European Politics. 29 (5): 895—911. doi:10.1080/01402380600968760.
- Swenden, Wilfried; Marleen Brans; Lieven De Winter (November 2006). The politics of Belgium: Institutions and policy under bipolar and centrifugal federalism. West European Politics. 29 (5): 863—873. doi:10.1080/01402380600968729.
- Swenden, Wilfried; Maarten Theo Jans (November 2006). 'Will it stay or will it go?' Federalism and the sustainability of Belgium. West European Politics. 29 (5): 877—894. doi:10.1080/01402380600968745.
- Sinardet, Dave (September 2008). Belgian federalism put to the test? The 2007 Belgian federal elections and their aftermath. West European Politics. 31 (5): 1016—1032. doi:10.1080/01402380802234706.
- E. Witte, J. Craeybeckx en A. Meynen, Politieke geschiedenis van België, Standaard, 1997